# Bad Elster

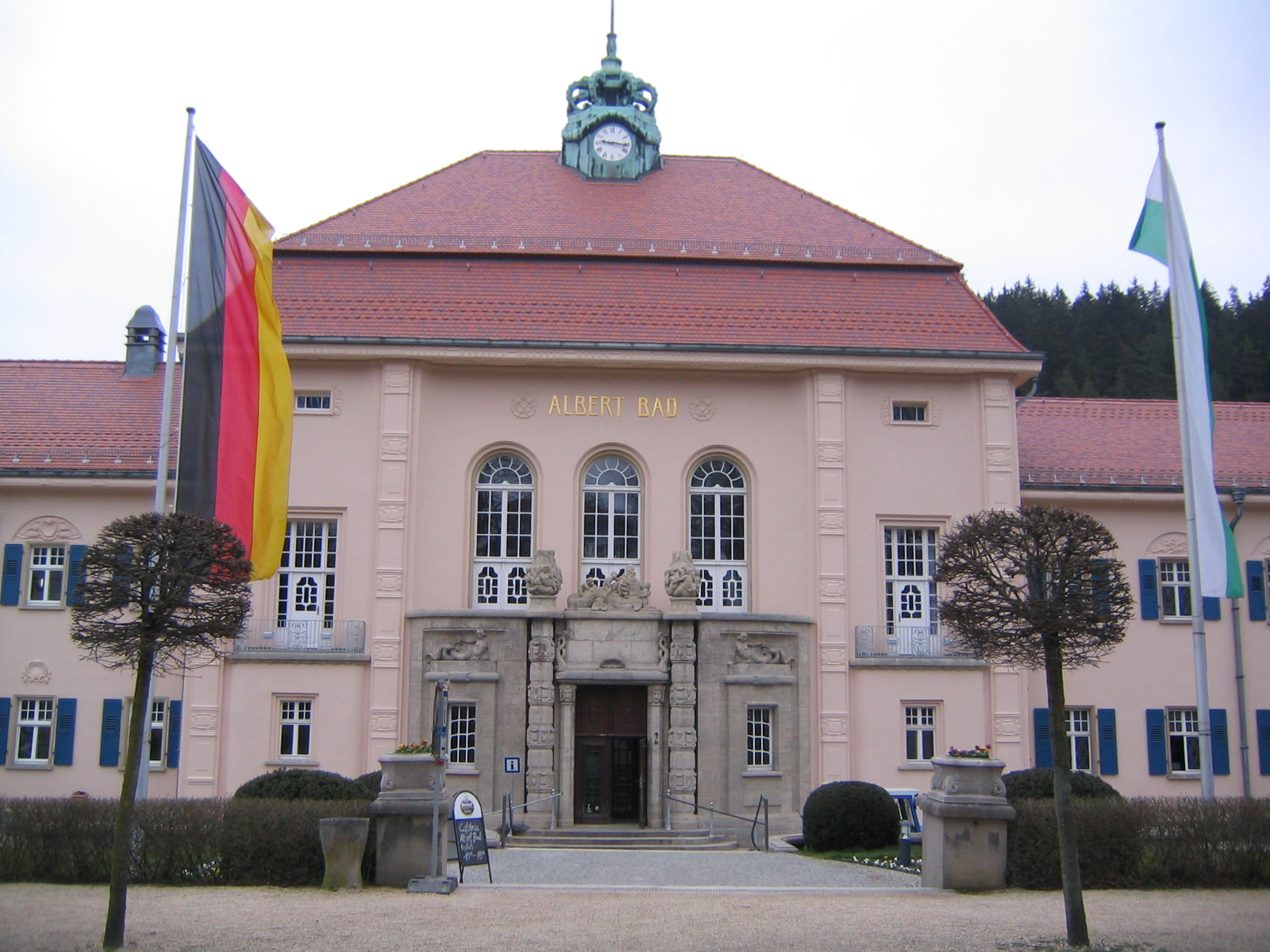
König-Albert-Bad

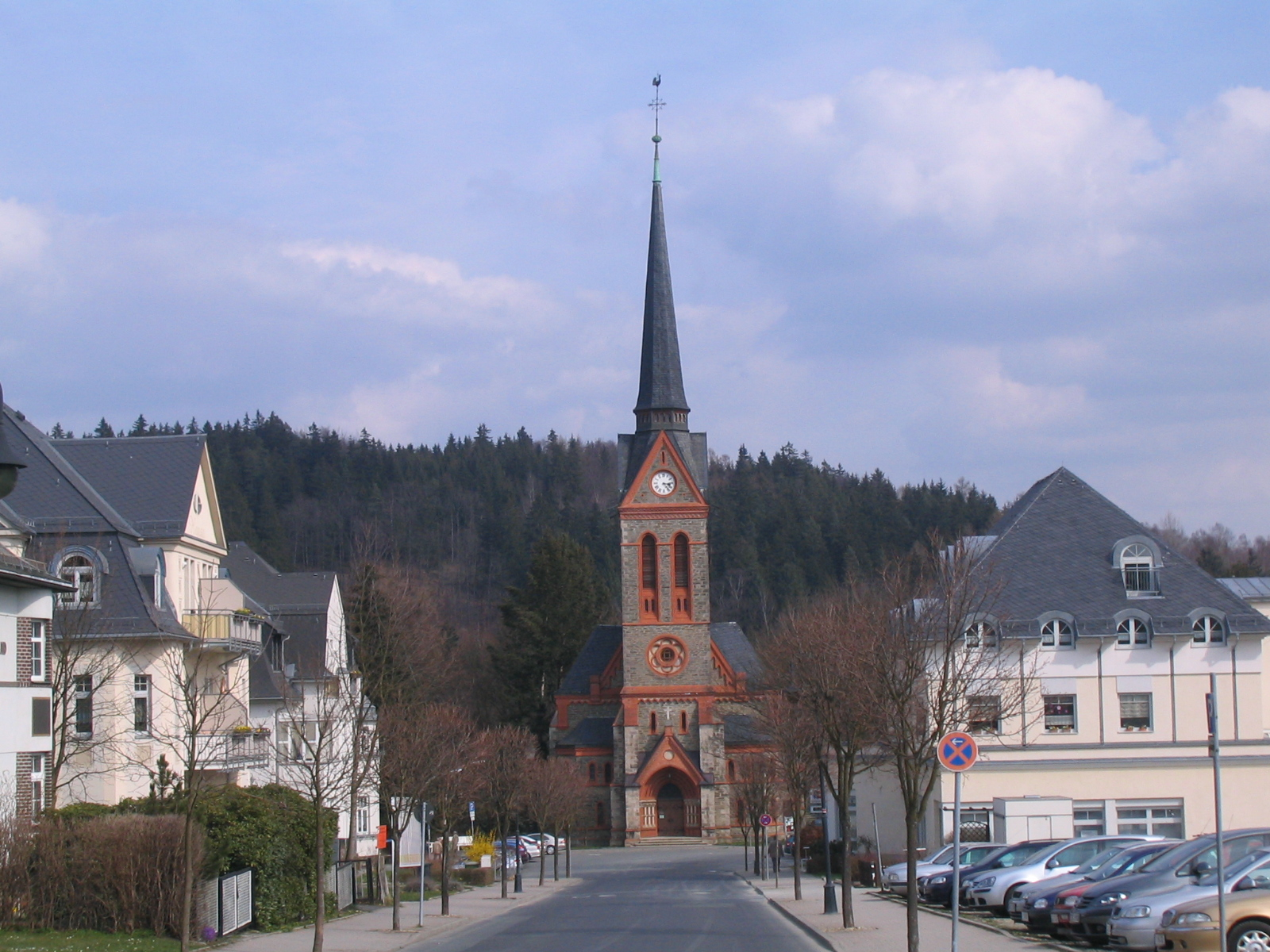
evang.luth. Kirche

Bad Elster (phát âm tiếng Đức: [ˌbaːt ˈɛlstɐ]) là một thị xã nghỉ mát ở huyện Vogtland, bang tự do Sachsen, Đức. Đô thị Bad Elster có diện tích 23,42 km², dân số thời điểm ngày 31 tháng 12 năm 2006 là 4032 người. Thị xã nằm ở biên giới giữa Bavaria và Cộng hòa Séc, bên sông Weiße Elster, 25 km về phía đông nam của Plauen, và 25 km về phía tây bắc của Cheb. 

## Dân số
| - 1834 - 701 - 1871 - 1.248 - 1890 - 1.120 - 1910 - 2.251 | - 1925 - 3.368 - 1939 - 3.546 - 1946 - 3.657 - 1964 - 3.353 | - 1971 - 3.336 - 1990 - 4.701 - 2003 - 4.101 - 2004 - 4.060 |